# Nina Hladilo
Nina Hladilo (Dubrovnik) je hrvatska kazališna i filmska glumica.

## Filmografija

### Filmske uloge
- "Dubrovački škerac" (2001.)
- "Baka Bijela" kao susjeda Jelka (1992.)
- "Hajde da se volimo 2" (1989.)
- "Hajde da se volimo" (1987.)
- "Die Verliebten" kao Lehrerin (1987.)
- "Kraj rata" (1984.)

## Vanjske poveznice
- Nina Hladilo u internetskoj bazi filmova IMDb-u (engl.)
- Stranica na Kazalište-Dubrovnik.hr  Arhivirana inačica izvorne stranice od 30. prosinca 2010. (Wayback Machine)